# 大安镇 (平南县)
大安镇，是中华人民共和国广西壮族自治区贵港市平南县下辖的一个乡镇级行政单位。

## 行政区划
大安镇下辖以下地区：
进南社区、镇安社区、镇大社区、镇北社区、新华社区、动界村、同新村、罗明村、莲珠村、凤谷村、儒村村、古城村、新城村、同路村、同德村、稻花村、贺岗村、燕岭村、天堂村、新儒村、儒地村、新蒙村、联蒙村、小蒙村和订木村。